# Закавказское нагорье
Закавка́зское наго́рье — горная страна в Закавказье. Включает в себя складчатые хребты Малого Кавказа, северную часть Армянского нагорья и котловину среднего течения Аракса.
В географической литературе для обозначения части Закавказского нагорья, расположенного в пределах Грузии, используется наименование Южно-Грузинское нагорье.